# Iberochondrostoma lusitanicum
Iberochondrostoma lusitanicum е вид лъчеперка от семейство Шаранови (Cyprinidae). Видът е критично застрашен от изчезване.

## Разпространение
Видът е разпространен в много ограничена зона в Португалия, която е застрашена от замърсяване.